# James Burnett, lord Monboddo
James Burnett, lord Monboddo, född 1714 i Monboddo i Skottland, död 1799, var en skotsk domare och arkeolog.
Burnett studerade i Aberdeen och Groningen samt intog sedermera ända till sin död en av de främsta platserna bland Edinburghs jurister och lärde. Sin egentliga betydelse vann han genom sina naturfilosofiska och lingvistiska arbeten, Origin and progress of language (1773) och Ancient metaphysics (1779), vilka i vetenskaplig metod och nya rationella synpunkter var minst ett halvt århundrade före sin tid. För denna, som inte förstod att uppskatta snillet hos den i vissa hänseenden onekligen egendomlige mannen, var hans på studier av naturfolken stödda åsikter om språkets och samhällets uppkomst, liksom även hans allmänna utgångspunkt att studera människan som ett djur, excentriska och orimliga paradoxer. Till denna uppfattning bidrog även, att han sorgfälligt undvek sin tids pretentiösa och svulstiga stil, liksom han i mycket annat stod långt framom sin tid. För eftervärlden kan han gälla som en av darwinismens och den rationella antropologins tidigaste föregångare.